# 르완다의 코로나19 범유행

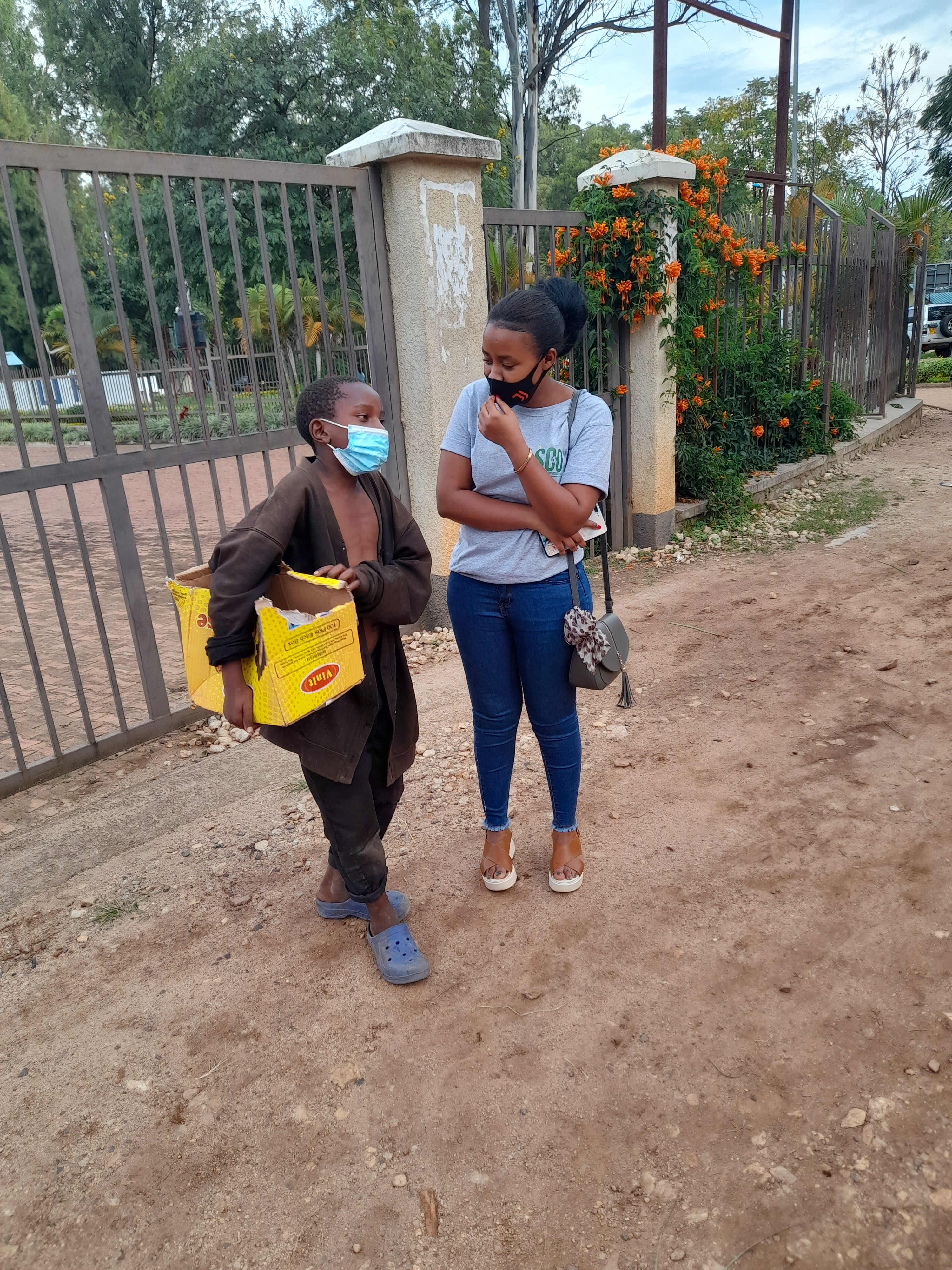

다음은 르완다의 코로나19 범유행 현황에 대한 설명이다.

## 연혁

### 2020년
르완다에서 열린 COVID-19의 첫 번째 사례는 2020년 3월 14일에 확인되었다. 첫 번째 사례가 양성으로 테스트된 후 4명의 다른 사람들이 테스트되었으며, 사례 수가 5개로 늘어났다.
3월 28일 보건부는 6건의 새로운 COVID-19 사례를 기록하여 바이러스로 진단된 환자의 총 수를 60개로 늘렸다.
3월 31일, 르완다는 5명의 새로운 COVID-19 사례를 확인하여 감염된 사람의 수를 75명으로 늘렸다.
4월 2일, 2건의 확진 사례가 추가되며 르완다에서 누적된 감염자는 총 84명으로 확인되었다.

### 2021년
1월 13일, 총 확진자 수가 10,000명을 돌파하였다.

## 치료
르완다의 보건부 장관은 환자의 95%가 집에서 치료를 받고 있다고 밝혔다.

## 같이 보기
- 아프리카의 코로나19 범유행
- 나라별 코로나19 범유행